# Andrej Hieng
Andrej Hieng (Ljubljana, 1925. január 17. – Ljubljana, 2000. január 17.) szlovén író, drámaíró, színházi rendező.

## Pályafutása
Andrej Hieng született középosztálybeli család hatodik gyermekeként. Anyagi problémák miatt a családja kénytelen volt Kosezebe költözni.
1946-tól katonai szolgálatot teljesített.
Tanulmányait az Akademija za gledališče, radio, film, in televizijo, AGRFT-n (Filmművészeti, Rádió és Televízió Egyetem) végezte.
1948-1952 között tagja volt az Akademiji za igralsko umetnostnak (Előadóművészeti Akadémiának), ahol rendezést tanult. 1951-ben a Prešernovo gledališče (Prešeren Színház) igazgatójaként dolgozott Kranjban, 1952 és 1960 között pedig a celjei Slovensko ljudsko gledališče (Népszínház) direktora volt.
1961-től szabadúszó művészként és rendezőként dolgozott Ljubljanaban, Mariborban, és Triesztben. 1983-tól a Celjsko gledališče (Celjei Színház), majd 1988-tól a ljubljanska Drama (ljubljanai Drama) művészeti vezetője volt.
Andrej Hieng nemcsak rendezéseiről, hanem darabjairól és novelláiról is ismert.
Élete során számos elismeréssel díjazták munkásságát. 1967-ben a Gozd in pečina című regényéért megkapta a nagrada Prešernovega skladat (Prešeren Alapítvány díj), 1988-ban a Velika Prešernova nagradat (Prešeren nagydíj) nyerte el, 1994-ben pedig Kresnik-díjjal jutalmazták Čudežni feliks című novellájáért.
2000-ben halt meg Ljubljanában.

## Művei

### Novellái
- Usodni rob (1957)
- Planota (1961)

### Regényei
- Gozd in pečina (1966), magyar nyelven: Káró király Archiválva 2016. március 4-i dátummal a Wayback Machine-ben, 1969, fordította: Bodrits Zoltán
- Orfeum (1972)
- Čarodej (1976)
- Obnebje metuljev (1980)
- Čudežni Feliks (2009)

### Drámái
- Cortesova vrnitev (1969)
- Gluhi mož na meji (1969)
- Osvajalec (2008), magyar nyelven: A hódító Archiválva 2016. március 4-i dátummal a Wayback Machine-ben, mai szlovén drámák, 1989, fordította: Gállos Orsolya, Szilágyi Károly

### Komédiái
- Lažna Ivana (1973)

### Rendezései
- Tistega lepega dne (1996)
- Povest o dobrih ljudeh (1996)
- Kala (1997)
- Ne joči, Peter (2000)

## Magyarul
- Káró király. Regény; ford. Bodrits István, bev. Borut Trekman; Forum–Magvető, Újvidék–Bp., 1969
- A hódító (Osvajalec); ford. Gállos Orsolya; in: A hódító. Mai szlovén drámák; vál. Boján Štih, utószó Gállos Orsolya; Európa, Bp., 1989 (Modern könyvtár)